# 古朝鮮
古朝鮮（公元前2333年 - 公元前108年），原名朝鲜，后人为与后世的朝鲜王朝相区别在其国名前添加了一个“古”字。古朝鲜是朝鲜半岛历史最初的农业国家:25。“朝鲜”一词最早见于中国古籍《山海经》〈海内经〉：“东海之内，北海之隅，有国名朝鲜”。《尚书大传》对其含义的解释为“朝日鲜明”。
据中国典籍记载，早在公元前7世纪，中国就与古朝鲜有贸易往来，其中最著名的古朝鲜商品是文皮（虎皮）。齐国斥山（今山东省荣成）是当时古朝鲜文皮的集散地，因此有“东北之美者，有斥山之文皮”的说法:30。据《三国志》引《魏略》载，公元前4世纪的古朝鲜是个拥有军队可以与当时中国燕国相对峙的君主阶级制国家，曾“欲兴兵逆击燕”，后双方通过外交途径和解:26。
对于古朝鲜的建国存在檀君朝鲜和箕子朝鲜两种说法。由于文献中箕子朝鲜内容的矛盾，加之考古发现的不足和朝韩民族主义因素等原因，箕子朝鲜的说法已被朝韩主流所否定。有人甚至认为箕子朝鲜是汉四郡时期的汉人或是后世慕华者编造出来的:17:26-28。檀君朝鲜的真实性亦多有争议。公元前194年，卫满发动政变推翻古朝鲜准王即位，但继续沿用古朝鲜的国号，史称“卫满朝鲜”。公元前108年，卫满朝鲜被西汉所灭:33-35:18。

## 历史

### 建国神话与传说

#### 檀君朝鲜
檀君建国是朝鲜半岛自古流传至今影响颇深的神话。传说公元前2333年（尧帝五十年），太阳神桓因之子桓雄与熊女的儿子檀君在太白山创建朝鲜半岛首个国家檀君朝鲜:15-16:26-28。现存有关此传说的最早记录是高丽国师一然的《三国遗事》和同一时期李承休所著的《帝王韵记》。一然在《三国遗事》的记述主要依据于已散轶的《古记》和《魏书》，而李承休在《帝王韵记》中则是依据《本纪》以叙事诗形式描述古朝鲜的建国。
1993年10月，朝鲜民主主义人民共和国在挖掘出土檀君陵后，宣称檀君是真实存在的历史人物而非神话，并将其正式列为朝鲜历史上首个国家古朝鲜的开国始祖。2007年2月，韩国亦开始将檀君朝鲜作为历史上的首个朝代写入历史教科书。朝韩以外的学者则多将箕子朝鲜视为神话传说。

#### 箕子朝鲜
箕子朝鲜也是影响很广的古朝鲜传说。据《尚书大传》、《史记》、《汉书》等中国典籍的记载，商末贵族箕子，因不满纣王无道，多次上谏而入狱，后逃往朝鲜，建立箕子朝鲜。《三国遗事》卷一亦曰：“周虎王即位己卯，封箕子于朝鲜，檀君乃移于藏唐京”。箕子也被朝鲜半岛历代王朝的慕华者所推崇。不过，由于箕子朝鲜内容在文献中的矛盾，以及考古发现的不足，加之朝韩民族主义因素等原因，箕子朝鲜的说法已被朝韩主流所否定。有人甚至认为箕子朝鲜是汉四郡时期的汉人或是后世慕华者编造出来的。:17:26-28

### 早期文献记载
据中国典籍记载，早在公元前7世纪，中国就与古朝鲜有贸易往来，其中最著名的古朝鲜商品是文皮（虎皮）。有“东北之美者，有斥山之文皮”的说法。其中的齐国斥山位于今山东省石岛市，是当时古朝鲜文皮的集散地:30。据《三国志》引《魏略》载，公元前4世纪的古朝鲜是个拥有军队可以与当时中国燕国相对峙的君主阶级制国家，曾“欲兴兵逆击燕”，后双方通过外交途径和解:26。
据《后汉书》卷一百一十五记载，公元前218年“濊君南闾等畔右渠，率二十八万口诣辽东内属”，体现出当时古朝鲜内部侯国与中央统治的矛盾。公元前三世纪初，古朝鲜遭到燕国的攻击。据《三国志*魏志》卷三十记载：“燕乃遣将秦开攻其西方，取地二千余里，至满番汗为界，朝鲜遂弱”。:33

### 卫满朝鲜及灭亡
公元前195年秦末汉初的战乱时期，燕人卫满率千余人投靠古朝鲜。据《史记‧朝鲜列传》卷三十记载，卫满被古朝鲜准王“信宠之，拜以博士，赐以圭，封之百里，令守西边”。公元前194年，卫满联合古朝鲜内部反对派势力，发动政变，攻陷古朝鲜国都王俭城。准王逃亡辰国。卫满即位后沿用了古朝鲜的国号，史称“卫满朝鲜”。卫满朝鲜历经三朝80余年后，于公元前108年被汉武帝所灭。:18:33-35
卫满朝鲜的真实性得到朝韩和中国史学界的普遍认可。不过亦有韩国学者对认为卫满有可能是古朝鲜人而非燕人。其主要依据是卫满进入古朝鲜时不是身穿汉服而是“魋结蛮夷服”，掌权后不改国号而是沿用朝鲜的国号。:18

## 政治
古朝鲜是奴隶制国家。国王是国家的最高统治者。国王之下设有裨王、相、大夫、博士、将军等负责管理国家政务、文化和军事的高官。这些高官之下可能还设有各级官吏与机构。:32
古朝鲜的地方管理分为两种。一种是直属于国王的国家中心区和其它国王直辖区。另一种是侯国。各侯国由臣属于国王的侯王管理，下设各级统治机构，具有相对的独立性。:32

## 经济

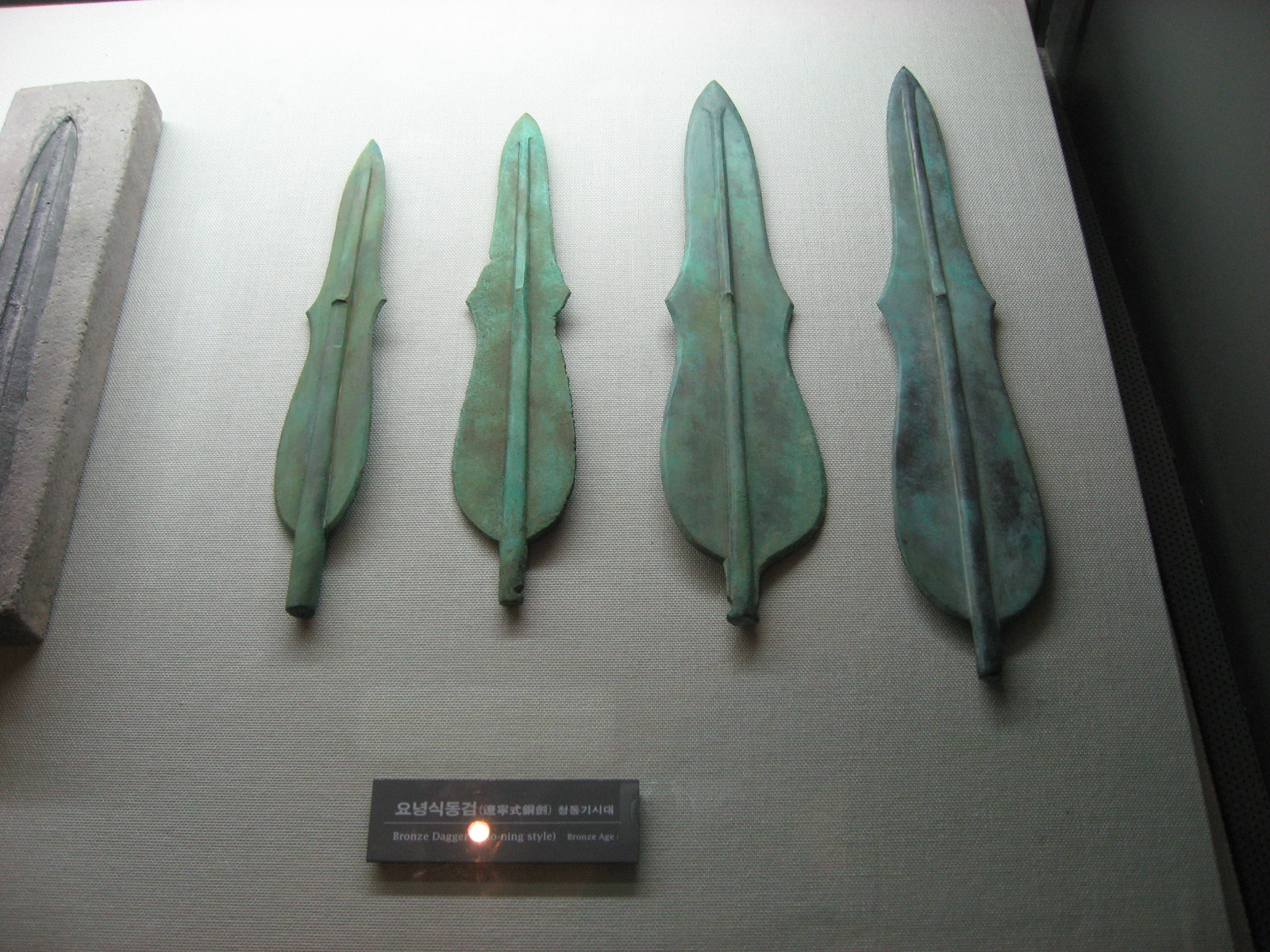
古朝鲜青铜器的代表琵琶型短剑

据《史记》卷一百一十五朝鲜列传记载，古朝鲜右渠王曾遣太子入汉答谢，一次性“献马五千匹及馈军粮。”从中可见古朝鲜的农业与畜牧业颇具规模。古朝鲜的手工业主要有冶金、金属加工、车船建造、纺织、皮革加工、制陶、土木等。其中琵琶型短剑是古朝鲜青铜器文化的代表。:29-30
古朝鲜与中国有着活跃的商贸往来。早在公元前七世纪，春秋时期的齐国就已经与古朝鲜开展皮革生意。文皮（虎皮）是古朝鲜最具代表性的特产，齐国斥山（今山东荣成）是古朝鲜文皮的集散地，有“东北之美者，有斥山之文皮”的说法。朝鲜半岛西北部地区大量出土的战国时期燕国的明刀钱表明，古朝鲜与燕国也有着密切的商贸往来。据《史记》记载，西汉为扩展通往古朝鲜的商路，曾于公元前128年设置沧海郡。:30

## 医学
据考古发现，早在原始社会朝鲜半岛的先民就已经使用砭石来治疗外科肿气等疾病:3。史料记载古朝鲜使用艾、蒜、灵草等植物和动物做药材:3-5。《神农本草经》也有对朝鲜医学的介绍:242。
据《素问·异法方宜论》和《山海经·东山经》记载，始于中国东海岸的针灸术传入了古朝鲜。相关遗址中针的发现，以及史料中有关灵艾、干艾的记载，表明古朝鲜已经使用针灸治疗疾病。史料中古桓雄时代有风伯、雨师、云师的官职，其中雨师就是掌管疾病治疗的。桓雄时代又出现了牛加、马加、猪加、羊加管五事的说法，其中猪加主病，表明已经出现了治疗疾病的专业人员。檀君时代则出现了八加的说法，社会分工更加细化。古朝鲜时期的医书有《医学化学》、《医学大方》，但都已遗失。从后世文献中有关古朝鲜疾病用语的记载，表明古朝鲜可能利用某种方法记述当时的医疗成果。:3-5